# Liste der Baudenkmale in Goslar - Brüggemannstraße
In der Liste der Baudenkmale in Goslar - Brüggemannstraße sind alle Baudenkmale in der Brüggemannstraße der niedersächsischen Gemeinde Goslar aufgelistet. Die Quelle der Baudenkmale ist der Denkmalatlas Niedersachsen. Der Stand der Liste ist der 23. Oktober 2022.

## Allgemein
In den Spalten befinden sich folgende Informationen:
- Lage: die Adresse des Baudenkmales und die geographischen Koordinaten. Kartenansicht, um Koordinaten zu setzen. In der Kartenansicht sind Baudenkmale ohne Koordinaten mit einem roten Marker dargestellt und können in der Karte gesetzt werden. Baudenkmale ohne Bild sind mit einem blauen Marker gekennzeichnet, Baudenkmale mit Bild mit einem grünen Marker.
- Bezeichnung: Bezeichnung des Baudenkmales
- Beschreibung: die Beschreibung des Baudenkmales. Unter § 3 Abs. 2 NDSchG werden Einzeldenkmale und unter § 3 Abs. 3 NDSchG Gruppen baulicher Anlagen und deren Bestandteile ausgewiesen.
- ID: die Objekt-ID des Baudenkmales
- Bild: ein Bild des Baudenkmales, ggf. zusätzlich mit einem Link zu weiteren Fotos des Baudenkmals im Medienarchiv Wikimedia Commons. Wenn man auf das Kamerasymbol klickt, können Fotos zu Baudenkmalen aus dieser Liste hochgeladen werden:

Zurück zur Hauptliste
| Lage                                                  | Bezeichnung          | Beschreibung | ID       | Bild |
| ----------------------------------------------------- | -------------------- | --- | -------- | ---- |
| Brüggemannstraße 51° 54′ 31″ N, 10° 25′ 56″ O         | Straßenraum          | | 36591409 |      |
| Brüggemannstraße 1a 51° 54′ 29″ N, 10° 25′ 58″ O      | Wohnhaus             | | 36519347 |      |
| Brüggemannstraße 1 51° 54′ 30″ N, 10° 25′ 57″ O       | Wohnhaus             | | 36519315 |      |
| Brüggemannstraße 1 51° 54′ 30″ N, 10° 25′ 57″ O       | Nebengebäude         | | 40054810 |      |
| Brüggemannstraße 4 51° 54′ 31″ N, 10° 25′ 56″ O       | Wohnhaus             | | 36519372 |      |
| Brüggemannstraße 5 51° 54′ 31″ N, 10° 25′ 55″ O       | Wohnhaus             | | 36519402 |      |
| Brüggemannstraße 6 51° 54′ 32″ N, 10° 25′ 54″ O       | Wohn-/ Geschäftshaus | | 36602914 |      |
| Brüggemannstraße 9a 51° 54′ 31″ N, 10° 25′ 54″ O      | Wohn-/ Geschäftshaus | Zweigeschossiger Fachwerkbau mit Satteldach in Ziegeldeckung und mittigem Zwerchhaus, traufständig mit seitlichen Bauwichen. Fassade fachwerksichtig, EG mit Schaufensterverglasung, OG mit schmalen Zwischengefachen; Südgiebel und Hoffassade mit Holz verschalt, Nordgiebel mit Schiefer verkleidet. | 36602942 |      |
| Brüggemannstraße 9 51° 54′ 31″ N, 10° 25′ 55″ O       | Wohnhaus             | Zweigeschossiger Fachwerkbau mit Satteldach in Ziegeldeckung, traufständig mit seitlichem Bauwich. Fassade fachwerksichtig, OG mit schmalen Zwischengefachen. | 36519433 |      |
| Brüggemannstraße 10 – 11 51° 54′ 31″ N, 10° 25′ 55″ O | Wohn-/ Geschäftshaus | Zweigeschossiger Fachwerkbau mit Satteldach in Ziegeldeckung, traufständig. Fassade fachwerksichtig, mit schmalen Zwischengefachen. Südseitig bauzeitlicher eingeschossiger Verkaufspavillon mit großflächiger Schaufensterverglasung.                                                                  | 36519461 |      |
| Brüggemannstraße 12 51° 54′ 30″ N, 10° 25′ 56″ O      | Wohn-/ Geschäftshaus | Zweigeschossiger Fachwerkbau mit Satteldach in Ziegeldeckung und mittigem Zwerchhaus, traufständig. Fassade fachwerksichtig, mit schmalen Zwischengefachen, Ladeneinbau mit Schaufensterverglasung im EG; Giebel- und Hofseite mit Schiefer verkleidet.                                                 | 36602970 |      |
| Brüggemannstraße 12 51° 54′ 30″ N, 10° 25′ 55″ O      | Nebengebäude         | Zweigeschossiges Gebäude mit Satteldach in Ziegeldeckung. Fassade mit Holz verschalt. | 40323510 | BW   |
| Brüggemannstraße 13 51° 54′ 30″ N, 10° 25′ 56″ O      | Wohnhaus             | Zweigeschossiger Fachwerkbau mit Satteldach in Ziegeldeckung und mittigem Zwerchhaus, traufständig. Fassade fachwerksichtig, mit schmalen Zwischengefachen; Hofseite mit Schiefer verkleidet. | 36519489 |      |
| Brüggemannstraße 14 51° 54′ 29″ N, 10° 25′ 57″ O      | Wohnhaus             | Zweigeschossiger Fachwerkbau mit Satteldach in Ziegeldeckung, traufständig. Fassade im EG verputzt, im OG sowie an der Hofseite mit Schiefer verkleidet. | 36519518 |      |